# Giáng hương mắt chim
Giáng hương mắt chim hay giáng hương Ấn, gióc, huỳnh bá rừng, có danh pháp khoa học Pterocarpus indicus. Đây là một loài cây thuộc họ Đậu, bản địa Đông Nam Á, bắc Châu Úc và các đảo tây Thái Bình Dương, cụ thể gồm Campuchia, cực nam Trung Quốc, Đông Timor, Indonesia, Malaysia, Papua New Guinea, Philippin, quần đảo Ryukyu, quần đảo Solomon, Thái Lan và Việt Nam.

## Mô tả
Giáng hương mắt chim là cây lá rộng, cao đến 30-40m, đường kính thân cây có thể đến 2 m.
|  |

Lá cây dài 12 cm đến 22 cm, hình lông chim với 5 đến 11 lá chét, tán lá rộng 12–34 m. Hoa màu vàng, cành hoa dài 5 cm đến 9 cm. Quả có đường kính 2 cm đến 3 cm, chứa một hoặc hai hạt..
P. indicus sinh trưởng tốt trong rừng nhiệt đới.

## Sử dụng
- Gỗ cứng, màu đỏ tía.
- Một số bộ phận dùng làm thuốc.

### Biểu tượng
Đây là quốc mộc (loài cây quốc gia) của Philippin, cũng là loài cây biểu tượng của các tỉnh Chonburi và Phuket, Thái Lan.
Hoa của loài cây này được xem là quốc hoa của đất nước Myanmar (Burma).